# Islamiska staten – Khorasan
Islamiska staten - Khorasan (IS-K, IS-Kh eller IS-KP) är en gren av den terroriststämplade rörelsen Islamiska staten, även kallad IS eller Daesh. Rörelsen är baserad i Afghanistan vars område delvis sammanfaller med det som under tidigare historiska epoker haft namnet Khorasan. Efter att IS-kalifatet i Irak och Syrien har besegrats framstår IS-Khorasan som den gren av terrornätverket IS som är mest internationellt aktiv. FN:s antiterrorsekretariat rapporterade i mitten av 2024 att IS-K förstärkt sin finansiella och logistiska kapacitet och utgjorde ett stort hot med förmåga att utföra terrorattacker både inom och utanför Afghanistan.

## Historia
IS-K grundades i januari 2015 medan moderorganisationens självutropade kalifat i Irak och Syrien fortfarande existerade. Till skillnad från de likaledes sunni-islamistiska talibanerna är IS-K till största delen finansierat utifrån och består delvis av personer som rest till Afghanistan efter att ha anslutit sig till IS i andra länder. De bekämpar talibanerna som de anser inte är tillräckligt konsekventa i sin islamism. Talibanerna har internationellt åtagit sig att förhindra terroristorganisationer att använda Afghanistan som bas. Samtidigt finns enligt vissa bedömare starka kopplingar mellan IS-K och den gren av talibanrörelsen som leds av Sirajuddin Haqqani.

## Ideologi och aktivitet

### Ideologi
IS-K har samma salafi-jihadistiska ideologi som övriga IS, som vill skapa ett världsomspännande kalifat för alla dem som de ser som rättrogna muslimer. Salafismen är en extrem variant av islams sunni-gren och förkastar och bekämpar andra riktningar inom islam. 

### Förhållandet till talibanrörelsen
IS-K har varit engagerade i en lågintensiv konflikt med talibanrörelsen sedan denna kom till makten i Afghanistan då den USA-stöttade ANA (Afghan National Army) kollapsade i augusti 2021. IS-K försöker etablera den islamiska statens Khorasanprovins på afghanska territorier och motsätter sig talibanernas begränsning till staten Afghanitan.Trots att IS-K slogs tillsammans med talibanerna mot USA och dess allierade styrkor i Afghanistan är linjerna i konflikten svårdragna, och olika militära enheter byter ibland sida eller samarbetar med andra militanta grupper. Den USA-stöttade tidigare afghanska regeringen hävdar också att Haqqaninätverket, som samarbetar med talibanerna, stöttar IS-K.
Talibanrörelsens de facto-regering försöker sedan maktövertagandet 2021 att etablera sig själv i världsordningen och framställa sig själv som en legitim regering, varför de även försöker förminska IS-K:s vikt i landet. De har även målet att få internationella investeringar och att framställa sig själva som mindre extrema än andra islamistiska rörelser i landet.

### Aktivitet i Afghanistan
IS-K har vid ett flertal tillfällen angripit moskéer, tempel och mötesplatser tillhörande Afghanistans shiamuslimer och andra religiösa minoriteter, och i samband med talibanernas maktövertagande i augusti 2021 genomförde de en blodig självmordsattack bland dem som väntade på evakuering från Kabuls flygplats. En speciellt utsatt grupp är hazarerna, en shiamuslimsk minoritet som jihadisterna inte ser som riktiga muslimer. Både före och efter talibanernas maktövertagande har IS-K genomfört en mängd attacker mot mål i de hazariska delarna av Kabul, bland annat skolor, moskéer och en förlossningsklinik.  I augusti 2017 gick talibanerna och ISIS-K exempelvis samman för att attackera flera hazariska byar i norra Afghanistan och utföra flera massakrer på dussintals hazariska män, kvinnor och barn i Sar-e Pol-provinsen.
I slutet av 2022 och 2023 har IS-K attackerat diplomater i Afghanistan från Kina och Pakistan, två nationer som har varmare relationer med talibanerna. Målet är att stoppa internationella investeringar och diplomatiska erkännanden genom våldsamma attacker som demonstrerar att talibanerna inte kan säkra landet från terrorism.
Under 2024 har IS-K tagit på sig en rad terrorattacker riktad dels mot företrädare för talibanregimen, dels mot den hazariska forkgruppen.

### Aktivitet utanför Afghanistan
Efter att IS-kalifatet i Irak och Syrien har besegrats framstår IS-Khorasan som den gren av terrornätverket IS som är mest internationellt aktiv. Den sprider propaganda på många språk. Medlemmar av IS-Khorasan har gripits för förberedelser till terrordåd i Tyskland (2023) och Sverige (2024). Organisationen har tagit på sig den terrorattack mot en konserthall i Moskva som den 22 mars 2024 dödade över 130 personer.

### Medlemmar
Enligt en FN-rapport utgjordes kärnan av gruppen i Afghanistan av 70 tidigare IS-kämpar från Irak och Syrien. Gruppens har därefter främst rekryterat personer som lämnat talibanrörelsen. Gruppen har även ett visst stöd inom delar av Kabuls universitet, där ett antal både studenter och lärare har sagt sig stötta IS-K. Efter att Kabul togs över av talibanerna 2021 har flera medlemmar av den afghanska säkerhetspolisen och Afghan National Army gått med i IS-K.
Kämpar från Pakistan och Uzbekistan utgör också del av gruppen. Talibanerna har också hävdat att två malaysier tillhörande IS-K blev tillfångatagna efter en eldstrid i Kabul den 26 augusti 2021. Individer från Myanmar och Bangladesh har också tagit del i gruppen. 

#### Ledare
IS:s mål är att etablera ett islamiskt kalifat som enligt dem är efterföljare till bland andra rashidunkalifatet som styrdes av profeten Muhammeds efterföljare, kaliferna Abu Bakr, Umar, Uthman, och Ali.  Av denna anledning använder IS och IS-K samma titlar för sina ledare, där kalifen (arabiska: خَلِيفَةْ) är högst uppsatt. Som en av IS så kallade "regionala provinser" ('Wilayah') styrs ISIS-K av en 'vali' (arabiska: والي), vilket ungefärligen kan översättas som 'provinsiell guvernör'. Alla nivåer av ledare kallas även 'emir' (arabiska: أمير), vilket ungefärligen kan översättas som 'ledare'.
| Nr | Vali                                                     | Födelseplats   | Tillträdesdatum | Avgångsdatum    | Anledning till avgång               | Kalif |
| -- | -------------------------------------------------------- | -------------- | --------------- | --------------- | ----------------------------------- | --- |
| 1  | Hafiz Saeed Khan (Maulawi Hafiz Saeed Khan Orakzai)      | Orakzai Agency | 11 januari 2015 | 26 juli 2016    | Dödad av amerikansk drönare         | Abu Bakr al-Baghdadi (29 juni 2014 – 27 oktober 2019) |
| 2  | Abdul Haseeb Logari (Abu 'Umayr 'Abd al-Hasib al-Logari) | Kuram          | 27 juli 2016    | 26 april 2017   | Dödad i amerikansk militärräd       | Abu Bakr al-Baghdadi (29 juni 2014 – 27 oktober 2019) |
| 3  | Abdul Rahman Ghaleb (Abu Sayed Bajauri)                  | Bajaur Agency  | 27 april 2017   | 11 juli 2017    | Dödad av amerikansk drönare         | Abu Bakr al-Baghdadi (29 juni 2014 – 27 oktober 2019) |
| 4  | Abu Saad Erhabi                                          | Orakzai Agency | 12 juli 2017    | 25 augusti 2018 | Dödad i räd utförd av USA och NDS   | Abu Bakr al-Baghdadi (29 juni 2014 – 27 oktober 2019) |
| 5  | Ziya ul-Haq (Abu Omar al-Khorasani)                      | Okänd          | 26 augusti 2018 | April 2019      | Ersatt på grund av dålig prestation | Abu Bakr al-Baghdadi (29 juni 2014 – 27 oktober 2019) |
| 6  | Mawlawi Aslam Farooqi (Mawlawi Abdullah Orakzai)         | Orakzai Agency | April 2019      | 4 april 2020    | Arresterad av NDS                   | Abu Bakr al-Baghdadi (till 27 oktober 2019) Amir Mohammad Abdul Rahman al-Mawli al-Salbi (från 31 oktober 2019) |
| 7  | Shahab al-Muhajir (Sanaullah Ghafari)                    | Kabul          | 5 april 2020    | Nuvarande       | Nuvarande                           | Amir Mohammad Abdul Rahman al-Mawli al-Salbi (till 3 februari 2022) Nour Karim al-Mutni al-Baidi al-Rifai (4 februari 2022 till 15 oktober 2022) Abu al-Hussein al-Husseini al-Qurashi (30 november 2022 till 3 augusti 2023) Abu Hafs al-Hashimi al-Qurashi (från 3 augusti 2023) |

### Klassning som terroristorganisation
Många länder har indirekt förklarat IS-K som en terroristorganisation som en del av IS. Den 14 maj 2019 beslutade FN:s säkerhetsråds ISIL (Da'esh) and Al-Qaida Sanctions Committee att klassificera "The Islamic State of Iraq and the Levant – Khorasan" som QDe.161, vilket gjorde IS-K till den första IS-delgrupp som individuellt klassats som en terrororganisation av Förenta nationerna. Strax efter detta följde flera andra stater FN:s exempel.
| Land        | Datum           | Källa  |
| ----------- | --------------- | ------ |
| USA         | 14 januari 2016 | [ 34 ] |
| Australien  | 3 november 2017 | [ 35 ] |
| Kanada      | 23 maj 2018     | [ 36 ] |
| Indien      | 21 juni 2018    | [ 37 ] |
| FN          | 14 maj 2019     | [ 38 ] |
| Argentina   | 14 maj 2019     | [ 39 ] |
| Nya Zeeland | 14 maj 2019     | [ 40 ] |
| Irak        | 16 maj 2019     | [ 41 ] |
| Afghanistan | 3 juli 2022     | [ 42 ] |